# Louhans
Louhans là một xã trong tỉnh Saône-et-Loire, thuộc vùng Bourgogne-Franche-Comté của nước Pháp, có dân số là 6237 người (thời điểm 2004). Về phía bắc là các thành phố Dijon và Beaune, về phía tây-nam là Tournus, Cluny và Mâcon.

## Nhân khẩu học
| 1844  | 1962  | 1968  | 1975  | 1982  | 1990  | 1999  |
| ----- | ----- | ----- | ----- | ----- | ----- | ----- |
| 3.411 | 6.059 | 6.241 | 6.744 | 6.483 | 6.140 | 6.237 |

## Các thành phố kết nghĩa
- Kirchheimbolanden, Đức